# Красавицата и Звяра
Вижте пояснителната страница за други значения на Красавицата и Звяра.
Красавицата и Звяра (на френски: La Belle et la Bête) е приказка, написана от френската писателка Габриела-Сюзан Барбо дьо Вилньов и публикувана през 1740 г. в La Jeune Américaine et les contes marins („Младите американски и морски приказки“).
Версията ѝ е съкратена, пренаписана и публикувана първо от Жан-Мари Льопренс дьо Бомон през 1756 г. в Magasin des enfants („Детска колекция“). Именно върху тази версия са базирани повечето по-късни адаптации в киното, театъра и музиката.
Варианти на приказката са известни в цяла Европа. Според изследователи от университети в Дърам и Лисабон историята възниква преди около 4000 години.

## Сюжет

### Версия на Вилньов
Овдовял търговец живее в имение с шестте си деца (трима синове и три дъщери). Дъщерите му са много красиви, но най-малката, Красавицата, е най-прекрасна. Тя е мила, начетена и чистосърдечна; двете ѝ по-големи сестри обаче са жестоки, егоистични, суетни и разглезени. В тъмна и бурна нощ в морето търговецът е ограбен от пирати, които ограбват по-голямата част от търговския му флот и принуждават цялото семейство да живее в плевня и да работи за прехраната си. Докато Красавицата взема твърдото решение да се приспособи към селския живот с весел нрав, сестрите ѝ я принуждават да се занимава с домакинство, за да спечели достатъчно пари, за да си върнат бившия дом.
Година по-късно търговецът чува от един от своите членове на екипажа, че един от изпратените от него търговски кораби е пристигнал обратно в пристанището. Преди да тръгне, той пита децата си дали искат да им вземе някакви подаръци. Синовете искат оръжие и коне, с които да ловуват, докато най-големите дъщери искат дрехи, бижута и изящни рокли, тъй като смятат, че богатството му се е върнало. Красавицата не иска нищо друго, освен безопасността на баща си, но когато той настоява да ѝ купи подарък, тя е доволна от обещанието за роза, след като нито една не е пораснала предишната пролет. Ужасен, търговецът разбира, че товарът на кораба му е конфискуван, останал без пари, той не може да купи подаръци на децата си.
На връщане търговецът е хванат от ужасна буря. Търсейки подслон, открива на мистериозен дворец. Той се прокрадва, виждайки, че няма никой вкъщи, и намира маси, отрупани с храна и напитки, които изглежда са му оставени от невидимия собственик на двореца. Търговецът приема тези подаръци и прекарва нощта. На следващата сутрин на път да си тръгне, той вижда градина с рози и си спомня, че Красавицата е пожелала роза. Търговецът бързо откъсва най-прекрасната роза, която може да намери, и е на път да откъсне още за букет, но се изправя пред отвратителен звяр, който го предупреждава, че кражбата на имуществото му, т.е. розата, е обвинение, наказуемо със смърт. Разбирайки своята смъртоносна грешка, търговецът моли за прошка, разкривайки, че е откъснал розата само като подарък за най-малката си дъщеря. След като изслушва историята му, Звяра неохотно се съгласява да му даде розата, но само ако той му доведе Красавицата; дава ясно да се разбере, че Красавицата трябва да се съгласи да заеме неговото място, за да може да се отнася с нея като с годеница, а не като с пленница. В противен случай Звяра ще унищожи цялото му семейство.
Отначало търговецът е разстроен от предложението, но той неохотно приема. Звяра го изпраща на върха на вълшебен кон, заедно с богатство, бижута и изискани дрехи за синовете и дъщерите му, но подчертава, че Красавицата никога не трябва да разбира за сделката им. Търговецът, пристигайки у дома, се опитва да скрие тайната от децата си. Реагирайки бързо, братята предполагат, че могат да отидат до замъка и да се бият със Звяра, докато по-големите сестри хвърлят вина върху Красавицата за обречването на цялото семейство. Търговецът разубеждава децата си, забранявайки им никога да не се приближават до Звяра. Същата нощ Красавицата не се подчинява на баща си и тайно се измъква от дома, за да се изправи сама срещу Звяра.
След като Красавицата пристига в двореца, Звяра е развълнуван да се срещне с нея лице в лице. Той организира церемония за посрещане. Звяра ѝ дава пищни дрехи и храна и води продължителни разговори с нея, в които тя отбелязва, че той е склонен към глупост, а не към свирепост. Всяка вечер Звяра моли Красавицата да спи с него, но всеки път тя му отказва. След всеки отказ Красавицата мечтае да танцува с красив принц. Изведнъж се появява фея и моли девойката да каже защо продължава да му отказва. Тя отговаря, че не знае как да обича Звяра, защото го обича само като приятел. Въпреки привидението на феята, която я призовава да не се заблуждава от външния вид, тя не прави връзката между „принц“ и „звяр“ и се убеждава, че Звяра държи принца в плен някъде в замъка си. Тя търси и открива много омагьосани стаи, библиотеки, омагьосани прозорци. Красавицата също намира живи мебели и други живи предмети, които служат като прислуга, но никога принца от мечтите си.
В продължение на месец Красавицата живее живот, изпълнен с лукс, в двореца на Звяра, безкрайни богатства и забавления, носейки изящни фини дрехи. В крайна сметка тя изпитва носталгия и моли Звяра да ѝ позволи да отиде отново да види семейството си. Той ѝ позволява при условие, че тя се върне точно до зори. Красавицата се съгласява с това и се представя с омагьосан пръстен, който ѝ позволява да се събуди в новия дом на семейството си за миг, когато то завърти три пъти около пръста си. Останалата част от семейството ѝ е изненадана, когато я открива добре нахранена и облечена във фини дрехи. Красавицата се опитва да сподели великолепните рокли и бижута, които Звярът ѝ е дал с по-големите си сестри, но те се превръщат в парцали при докосването от тях и се връщат в своя блясък, когато биват докоснати от Красавицата, тъй като Звяра ги е предназначил само за нея. Сестрите ѝ завиждат, когато чуват за живота ѝ в замъка и, подслушвайки, че утре трябва да се върне при Звяра, се опитват да я убедят да се пази от него. Баща ѝ също заплашва да се отрече от Красавицата, ако тя откаже да се омъжи за по-младия му и по-богат братовчед през следващата седмица, сватба, която семейството организирало за нея. Грабвайки пръстена от Красавицата, баща ѝ иска да ѝ попречи да се върне в замъка на Звяра. Девойката е разтърсена от свръхзащитата на нейното семейство и тя неохотно се съгласява да стои далеч от Звяра завинаги.
По-късно същата нощ Красавицата сънува Звяра, който лежи мъртъв, и бърза да се върне. Тя незабавно открадва пръстена от баща си и го използва, за да се върне при Звяра. След като се връща в двореца, страховете ѝ се потвърждават. Когато тя разбира, че Звяра е умрял заради избора ѝ да остане за постоянно при семейството си. Изцяло съсипана от грешния избор, който е направила, Красавицата избухва в сълзи, че на първо място е трябвало да се научи как да обича Звяра, крещейки: „Съжалявам! Всичко беше по моя вина!“. Изведнъж, когато тя произнася тези думи, Звяра се превръща в красивия принц от мечтите ѝ. Принцът ѝ казва, че много отдавна една могъща вещица го е превърнала в отвратителен звяр заради егоизма му, след като се е опитала да го съблазни и че само чрез намирането на истинска любов, въпреки грозотата, проклятието може да бъде нарушено. Той и Красавицата са женени и живеят щастливо до края на живота си.

### Версия на Дьо Бомон
Бомон значително обобщава действащите лица и скъсавя историята до почти архетипна простота. Историята започва по почти същия начин – търговецът има шест деца: трима синове и три дъщери. Обстоятелствата, довели до пристигането на Красавицата в замъка на Звяра, се развиват по подобен начин, но при това пристигане Красавицата е информирана, че ще е господарка и той ще ѝ се подчинява. Бомон премахва повечето пищни описания, присъстващи при изследването на двореца от Красавицата и бързо скача на завръщането на героинята у нейния дом. Красавицата може да остане там една седмица и когато пристига, сестрите ѝ се преструват, че се радват да я видат и я примамват да остане още една седмица с надеждата, че Звяра ще я изяде от гняв. Отново тя се връща при него, когато е вече умрял, и го връща към живота. След това двамата се женят и живеят щастливо.

## Адаптации
По известни адаптации:
- Красавицата и Звяра (1946), филм, режисиран от Жан Кокто, ролята на Звяра се изпълнява от Жан Маре, а на Красавицата – от Жозет Де.[8]
- Красавицата и Звяра (1991), филм, продуциран от Уолт Дисни Фичър Анимейшън и режисиран от Кърк Уайз и Гари Трусдейл, със сценарий от Линда Улвъртън.[9]
- Красавицата и Звяра (1994), мюзикъл, адаптация на едноименния анимационен филм на Дисни от 1991 г., с либрето от Линда Улвъртън.
- Красавицата и Звяра (2017), филм, версия на филма от 1991 г., с участието на Ема Уотсън и Дан Стивънс.[10]